# Ionașcu, Teleorman
Ionașcu este un sat în comuna Călmățuiu de Sus din județul Teleorman, Muntenia, România. Ionascu - denumit și ”cătun”, datorită întinderii sale mici, dar si a dotărilor reduse, in comparație cu comuna Călmățuiu de Sus, din care face parte mica localitate, situată în județul Teleorman, Muntenia, România.
Are o școală cu clase I - IV.
Pana in anii '80 era amenajat, la intrarea in sat, un mic parc cu măceși și trandafiri roșii și roz, din florile cărora copiii își făceau coronițe, când primeau premii. Erau bănci, ronduri de flori și alei. Pe aceeași uliță se aflau terenul de fotbal și SMA-ul, parcul de tractoare, care însă au fost desfiintate. Pe locul unde inainte se desfășurau meciuri de fotbal se află acum teren cultivat. Terenul de fotbal este situat la marginea satului, de unde incep dealurile. Sunt poienițe, vâlcele pline de flori imortele de culoare lila, vara, tot acolo era cândva derdelușul copiilor, iarna. 